# Kevin Breznahan
Kevin Breznahan (New York, 24 novembre 1968) è un attore statunitense.

## Filmografia parziale

### Cinema
- Alive - Sopravvissuti (Alive), regia di Frank Marshall (1993)
- Inviati molto speciali (I Love Trouble), regia di Charles Shyer (1994)
- Suxbad - Tre menti sopra il pelo (Superbad), regia di Greg Mottola (2007)
- Adventureland, regia di Greg Mottola (2009)
- Un gelido inverno (Winter's Bone), regia di Debra Granik (2010)

### Televisione
- Law & Order - Unità vittime speciali (Law & Order: Special Victims Unit) - serie TV, episodio 2x06 (2000)

## Doppiatori italiani
Nelle versioni in italiano delle opere in cui ha recitato, Kevin Breznahan è stato doppiato da:
- Massimo Lodolo in Un gelido inverno
- Gianluca Musiu in Alive - Sopravvissuti
- Fabrizio Odetto in Law & Order: Criminal Intent (ep. 1x08)
- Patrizio Prata in Law & Order: Criminal Intent (ep. 2x19)
- Vladimiro Conti in Suxbad - Tre menti sopra il pelo
- Francesco Meoni in Adventureland
- Fabrizio Dolce in Billions
- Andrea Lopez in The Deuce - La via del porno